# Kyselina mesoxalová
Kyselina mesoxalová, také nazývaná kyselina oxomalonová nebo kyselina ketomalonová, je organická sloučenina se vzorcem C3H2O5, jenž může být také zapsán jako HO−(C=O)3−OH.
Jedná se o nejjednodušší dikarboxylovou ketokyselinu, snadno odštěpující dvojici protonů za tvorby dvouvazného aniontu C3O 2-
5 , nazývaného mesoxalát, oxomalonát, či ketomalonát. Stejné názvy se používají i pro soli tohoto aniontu, jako je mesoxalát sodný, Na2C3O5, a pro estery obsahující funkční skupinu −C3O5, jako je diethylmesoxalát, (C2H5)2C3O5. Mesoxalát patří mezi uhlíkaté oxoanionty, které (podobně jako uhličitanový CO 2-
3  a šťavelanový C2O 2-
4 ) obsahují pouze atomy uhlíku a kyslíku.
Kyselina mesoxalová reaguje s vodou za vzniku sloučeniny často nazývané „monohydrát kyseliny mesoxalové“, přesněji popsatelný názvem kyselina dihydroxymalonová a vzorcem HO−(C=O)−C(OH)2−(C=O)−OH. V katalozích chemických látek označení „kyselina mesoxalová“, „kyselina oxomalonová“ a jiné často odkazují na tuto „hydratovanou formu“. Sloučenina obvykle prodávaná jako „monohydrát mesoxalátu sodného“ je téměř vždy dihydroxymalonát sodný.

## Výroba a příprava
Kyselinu mesoxalovou lze vytvořit hydrolýzou alloxanu barytovou vodou, zahříváním kyseliny kafurové s roztokem octanu olovnatého, nebo z glycerol-diacetátu a kyseliny dusičné za nízkých teplot. Stejný produkt je také možné získat oxidací kyseliny hydroxymalonové či glycerolu. Protože se tyto reakce provádějí za přítomnosti vody, tak při nich vzniká dihydroxyderivát.
Další možnost přípravy představuje oxidace glycerolu dusičnanem bismutitým.